# Björn von Schlippe
Björn Alexander von Schlippe (* 1966 in Münster) ist ein deutscher Illustrator, Werbegrafiker und Kartonkünstler.
1989 wurde er Junior Art Director der Nolte Werbeagentur, 1991 gewann er den ADC Preis als Junior des Jahres, ein Jahr später begann er als selbstständiger Illustrator zu arbeiten.
Von Schlippe nennt sich selbst auch einen Kartonisten.
Entstanden ist seine Idee, aus Kartons dreidimensionale Collagen herzustellen, 1996, als er Spielfiguren für seine Tochter zuschnitt. Ideen für seine farbenfrohen Kartonwerke liefern ihm die Mitmenschen in Hamburg, seinem jetzigen Wohnort.
Von Schlippe veröffentlicht seine Werke u. a. in der Financial Times Deutschland, Amica, Fit for Fun, Merian und Men’s Health; zu seinen Werbekunden gehören z. B. Springer & Jacoby und McCann Erickson.
Er erteilte seit 2000 auch Kurse zum Thema Aktzeichnung in der Bildhauerwerkstatt Hamburg-Altona und ist Privatdozent an der Bildkunstakademie in Hamburg.

## Ausstellungen und Aktionen

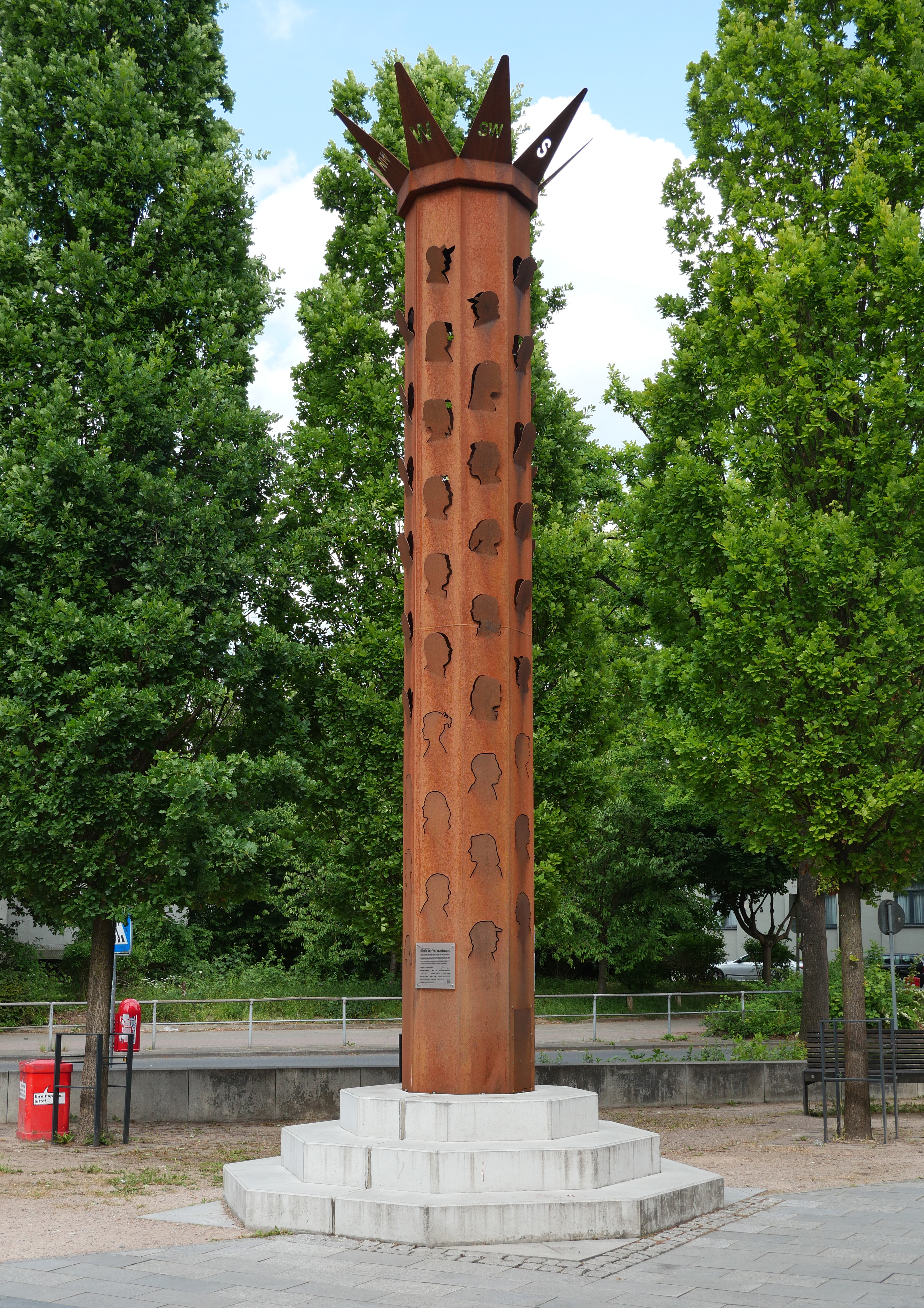
Säule der Verbundenheit (2023)

- 2002/03: Galerie Chaco, Hamburg (Einzelausstellung)
- 2003: Hambacher Schloss
- 2003: Wilstedt
- 2003: Ameland
- 2003: Galerie Rindchen, Hamburg
- 2004: Galerie Chaco, Hamburg (Einzelausstellung)
- 2004: Versteigerung des Werks "Menschen vom Kiez" zugunsten der Obdachlosenzeitung Hinz und Kunzt
- 2005: Art Business Center, Winsen (Gemeinschaftsausstellung)
- 2005: Versteigerung des Werks "Portraits" zugunsten der "Stiftung für Folteropfer" Berlin
- seit 2005: Dozent an der Bildkunst Akademie Hamburg (Professional School of Illustration)
- 2006: „Konstellation Mensch“ (Valluhn) "G" und 10 Jahre Kunstmaat Ameland, Hollum (NL) "G"
- 2007: Kartonismus – Delikate Pappen vom 15. April bis 20. Mai im Rathaus Achim
- 2016: Galerie OBERFETT, Hamburg. "In Box!" Kartonismusausstellung vom 21. bis 31. Mai 2016[1]
- 2020: Galerie im Flur (Verlag der Kunst, Göttingen), Cartoons "Mehr als Unsinn"[2]
- 2023: "Säule der Verbundenheit", Kunstinstallation in Hamburg-Rahlstedt

## Bücher
- Ich will ins Internet! – Surfkurs für Einsteiger. 1999, ISBN 3-89777-503-4, Illustrationen: Björn von Schlippe
- Paradoxer Alltag – Ganz normale Verrücktheiten. Klett-Cotta, Stuttgart 2012, ISBN 978-3-608-94774-8, Cartoons: Björn von Schlippe
- Paradoxe Momente - ...und verwirrte Beziehungen. Klett-Cotta, Stuttgart 2016, ISBN 978-3-608-96125-6, Cartoons: Björn von Schlippe
- Münster Wimmelt. Sutton Verlag, Erfurt 2019, ISBN 978-3-96303-129-8, Cartoons: Björn von Schlippe
- Mehr als Unsinn. Zusammen mit Arist von Schlippe. Vandenhoeck & Ruprecht, Göttingen 2020, ISBN 978-3-525-40852-0, Cartoons: Björn von Schlippe